# Lluna cendrosa

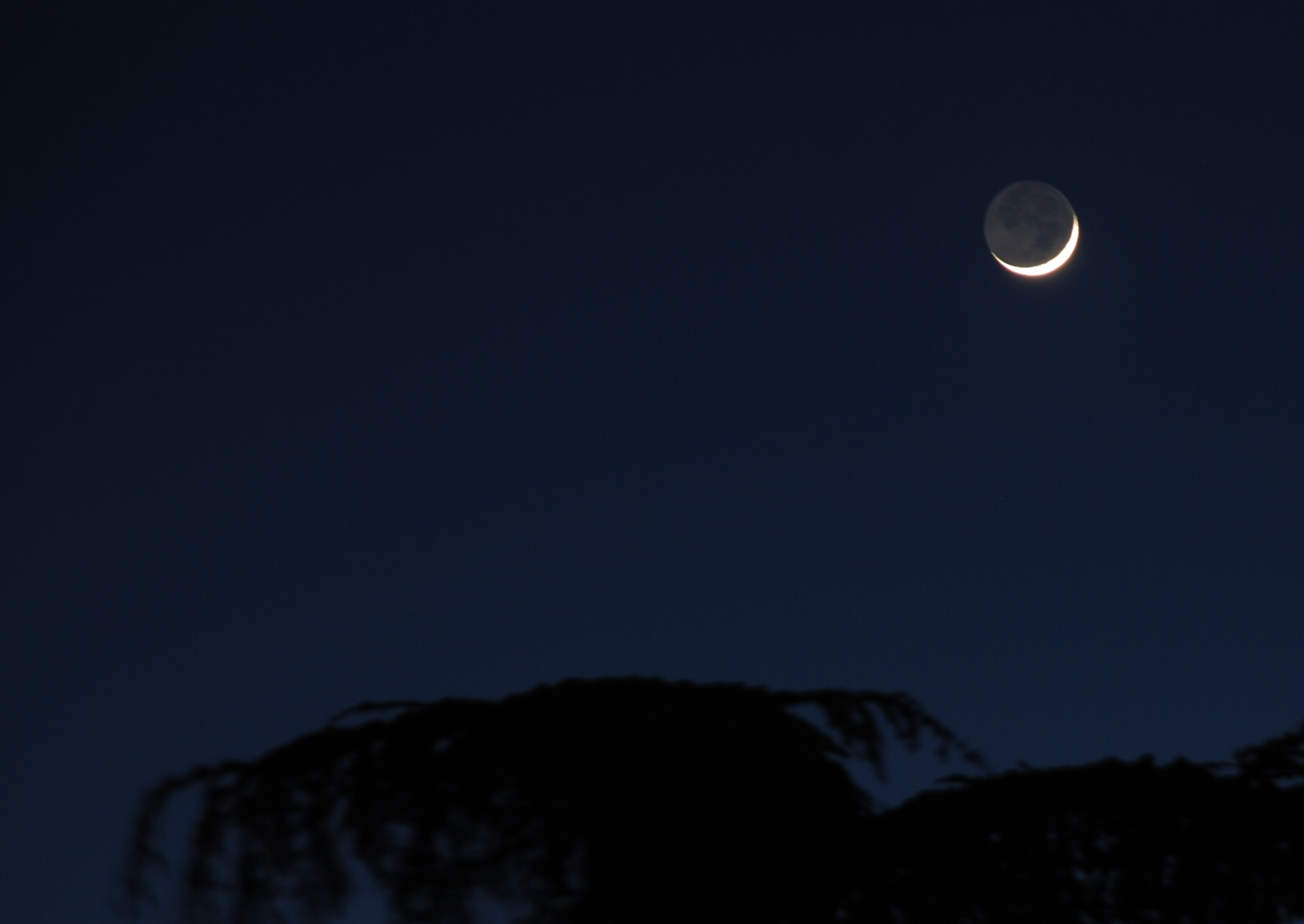
La llum cendrosa de la Lluna des del Maresme

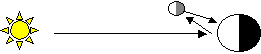
Esquema que segueix la llum

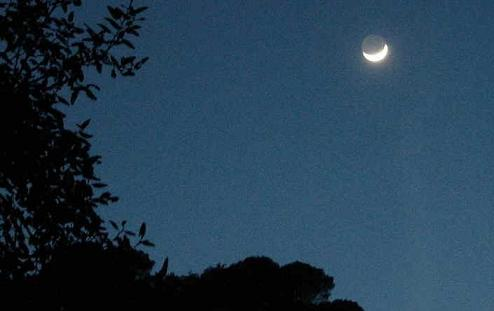
Lluna cendrosa observada des dels boscos del massís de Cadiretes.

Lluna cendrosa és el nom que rep l'aspecte que ofereix la lluna quan, malgrat estar en fase de quart creixent o quart minvant, mostra una circumferència completa, com si es tractés de la lluna plena; això sí, tanmateix, amb una tonalitat més apagada, platejada o cendrosa (d'aquí el nom).
L'efecte és perceptible en els primers i últims dies del cicle lunar quan la part de la Lluna il·luminada pel Sol que es pot veure des de la Terra és molt petita o imperceptible.
La llum que fa que vegem part de la Lluna no il·luminada pel Sol directament és la que reflecteix la Terra (que té una albedo de 0,39) cap a la Lluna.